# Cymulopora uniserialis
Cymulopora uniserialis är en mossdjursart som beskrevs av Winston och Hakansson 1986. Cymulopora uniserialis ingår i släktet Cymulopora och familjen Calloporidae. Inga underarter finns listade i Catalogue of Life.